# Сопов Олександр Михайлович
Олександр Михайлович Сопов (5 жовтня 1954 в Києві) — український підприємець і громадський діяч, Заслужений працівник промисловості України, автор чотирнадцяти знаків державних нагород України.
Директор Виробничо-творчого об'єднання «ОРДЕН». Голова "Всеукраїнське об'єднання громадян «КРАЇНА». та ВГО "Спілка ветеранів та працівників силових структур України «Звитяга».

## Біографія
Народився 05 жовтня 1954 року в м. Київ. Навчався у першій Русанівський середній школі № 182, випуск 1971 року. У 1977 році закінчив Київський політехнічний інститут за спеціальністю інженер-гідроакустик.
З 1977 року працював науковим співробітником, потім провідним інженером у КБ «Шторм» при КПІ, яке на той час було одним з провідних у галузі військової гідроакустики. Працюючи керівником 3-х експедицій вніс значний внесок у проєктування, виготовлення та функціювання першої у СРСР глибоководної станції далекого виявлення підводних човнів. Має 5 наукових робіт та винаходи у цій галузі.
У 1992 році заснував одне з перших в незалежній Україні виробниче підприємство «Імідж Д», та, працюючи директором, організував на власних виробничих потужностях виробництво декілька десятків нових зразків спорядження спеціального призначення для силових структур України. Глибокі інженерні знання та нестандартний творчий підхід до рішення виробничих завдань дозволив Сопову О. М. розробити та запустити у виробництво такі загально відомі зараз види спорядження, як: напівзакрита кобура до пістолетів ПМ та «ФОРТ», оперативні кобури до пістолетів ПМ та «ФОРТ»; спорядження для співробітників ДАІ та «БЕРКУТ»; спеціальні обкладинки до посвідчень МВС, СБУ та інших силових структур України. Ця продукція прийнята на озброєння Збройними Силами України, Прикордонною Службою, МВС, СБУ та експлуатується більш ніж 500 тис. співробітниками силових структур України.
Також під особистим керівництвом Сопова О. М. на товаристві «Імідж Д» було розроблено та виготовлено спорядження для Почесної варти Президента України.
Олександр Сопов є співзасновником ТОВ "МП «СОМ-ЛТД» та Виробничо-творчого об'єднання «Орден». Приватний підприємець.
За його участю та під керівництвом створені повні нагородні системи Державної митної служби, Державної податкової адміністрації, Служби зовнішньої розвідки, Державної фельд'єгерської служби, переважна більшість нагород МВС та СБ України, низка державних нагород України — знак та мініатюра лауреата Державної премії України в галузі архітектури, Хрест Івана Мазепи, знак лауреата Національної премії України імені Тараса Шевченка, пам'ятна медаль «25 років виведення військ з Афганістану», медаль «70 років визволення України від фашистських загарбників», медаль «Захиснику Вітчизни» (актуальний тип колодки та стрічки), відзнака Президента України — ювілейна медаль «70 років Перемоги над нацизмом». Переможець Всеукраїнського конкурсу на розробку проєктів ордена Свободи та медалі «За врятоване життя» (Рішення Комісії державних нагород та геральдики при Президентові України від 19.04.2006 № 19-54/413 VIII-п.3), які були встановлені Законом України 10 квітня 2008 року. Автор відкритої системи нагород «Знаки народної пошани», яка є прообразом ідеальної нагородної системи (~400 тис. нагороджень).
Сопов О. М. з 1999 р. веде планову результативну роботу по вдосконаленню нагородної системи України:
- автор та виробник 14 знаків державних нагород та 2-з Почесних відзнак Президента України, низки державних атрибутів (при 5 Президентах України); з 4-х відкритих конкурсів по Державним нагородам — 2 перемоги та 2 других місця;
- зініціював введення єдиного українського стандарту орденських планок, затверджених Указом Президента України N365/2012 від 30.05.2012 року;
- виробник та автор дизайну всіх футлярів до державних нагород України;
- автор та виробник більше 200 відомчих заохочувальних відзнак;
- автор більше 1000 нагород;
- 109 авторських свідоцтв;
- автор/співавтор майже 100 (друкованих, інтернет-, аудіо, відео) матеріалів по реформуванню та історії нагород та нагородних систем України та Світу;
- автор статті-дослідження «Нагородна система України» у Вікіпедії[джерело?];
- автор першого енциклопедичного плаката «Державні нагороди України»; майже 3000 примірників розповсюджено по усім районам України;
- фахівець з технології та виробництва нагородної продукції (орденські знаки, футляри, посвідчення).
- член 2-х робочих груп при ВР України (Флаг/Герб та державні нагороди);
- незважаючи на активний супротив «фахівців від фалеристики», заощадив Державі (завдяки вдосконаленню технологій виробництва та дизайну державних нагород): особисто >5 000 000 грн. Та спільно з БМД ~30 000 000 грн;
- вартість подібних медалей: «70 років визволення України від фашистських загарбників»(О. Сопов) та «25 років Незалежності» (не О. Сопов) відрізняється в 16 разів (в $);
- з 2000 року постійно співпрацює по усім питанням нагородної тематики з усіма зацікавленими рівнями Держави: АП, ДУС, КМУ, БМД НБУ, переважна більшість ЦОВ, керівництво міст, областей та громад, ГО, бійці, волонтери, окремі громадяни.
- Співавтор (разом з Анною Торгоненко) енциклопедичного видання — дослідження «Нагороди МВС України».
- Член авторського колективу книги «Сектор безпеки і оборони України: символи, відзнаки та однострої».

## Захоплення
- бокс, стрільба, гірські лижі, альпінізм, скелелазіння — кандидат у майстри спорту
- автономні мандри разом з Сініциним Ігорем Петровичем — Європа, Китай, Цейлон, Непал, Перу, Марокко[6]

## Нагороди та звання
Заслужений працівник промисловості України.
Має 8 відомчих заохочувальних відзнак.